# Seydəkəran
Seydəkəran è un comune dell'Azerbaigian situato nel distretto di Lənkəran.